# لاویس
لاویس (به ایتالیایی: Lavis) یک کومونه در ایتالیا است که در ترنتینو واقع شده‌است.

## خصوصیات
لاویس ۱۲٫۴ کیلومترمربع مساحت و ۸٬۳۰۷ نفر جمعیت دارد و ۲۳۵ متر بالاتر از سطح دریا واقع شده‌است.

## خواهرخوانده
شهر فرشهایم خواهرخواندهٔ لاویس هست.